# Pelargonium leptum
Pelargonium leptum är en näveväxtart som beskrevs av Harriet Margaret Louisa Bolus. Pelargonium leptum ingår i släktet pelargoner, och familjen näveväxter. Inga underarter finns listade i Catalogue of Life.